# Михайлов (Херсонская область)
Михайлов (укр. Михайлів; до 2024 года — Новая Калуга) — село в Великоалександровской поселковой общине Бериславского района Херсонской области Украины.
Почтовый индекс — 74110. Телефонный код — 5532. Код КОАТУУ — 6520983301.

## Население
Население по переписи 2001 года составляло 427 человек.

### Языковой состав
Родной язык населения по данным переписи 2001 года:
| Язык       | Численность, чел. | Доля     |
| ---------- | ----------------- | -------- |
| Украинский | 415               | 97,19 %  |
| Молдавский | 7                 | 1,64 %   |
| Другое     | 5                 | 1,17 %   |
| Итого      | 427               | 100,00 % |

## Местный совет
74110, Херсонская обл., Великоалександровский р-н, с. Новая Калуга, ул. Степная, 13